# نیشی-کو، ساپورو
نیشی-کو (به لاتین: Nishi-ku) یک منطقهٔ مسکونی در ژاپن است که در ساپورو واقع شده‌است. نیشی-کو ۷۵٫۱۰ کیلومتر مربع مساحت و ۲۱۲٬۳۰۴ نفر جمعیت دارد.